# Kazuo Oka
Kazuo Oka (岡 和男, Oka Kazuo, ur. 15 stycznia 1948, zm. 29 kwietnia 2021) – japoński aktor głosowy. Był związany z Arts Vision.

## Wybrana filmografia

### Anime
- Argento Soma (Smith)
- Brave Police J-Decker (Kazuto Azuma)
- Dragon Drive (Guankū)
- Fushigiboshi no Futagohime Gyu! (Kureson)
- Kimi ga Nozomu Eien (Kenzō Sakiyama)
- Kinnikuman: Scramble for the Throne (Król 100 Ton, Buffaloman (Pierwszy), Rycerz Robin)
- Mobile Fighter G Gundam
- Naruto (Wagarashi 96)
- Planetes (Chad)
- Fist of the North Star (Gyuki)
- Transformers: Headmasters (Defensor (odcinek 25.), Fastlane, Hot Spot (odcinek 25.), Getsuei, Snapdragon)
- Power Stone (Kraken)
- Romeo × Juliet (Starzec)
- March Comes in like a Lion (Shōichi Matsunaga)
- Legend of the Galactic Heroes: Die Neue These (Klaus von Lichtenlade)

### OVA
- Dragonslayer Eiyū Densetsu: Ōji no Tabidachi (Zagi)

### Filmy
- The Dagger of Kamui (Gold Gan)

### Gry
- Eberouge 2 (Zakusen Sōsuringu)
- Magical Drop II (Black Pierrot)
- Mega Man X4 (Storm Owl, Frost Walrus)
- Tales of the Abyss (Major Teodoro)